# Kamień (województwo małopolskie)
Kamień – wieś w Polsce, położona w województwie małopolskim, w powiecie krakowskim, w gminie Czernichów.
Od 1408 r. wieś była własnością krakowskiego konwentu kanoników laterańskich. W 1909 r. biskup krakowski Jan Puzyna utworzył tu samodzielną parafię, powierzając konwentowi opiekę duszpasterską.
W latach 1954–1956 wieś należała i była siedzibą władz gromady Kamień, po jej zniesieniu z powodu przeniesienia siedziby gromady, w gromadzie Rusocice. W latach 1975–1998 wieś administracyjnie należała do województwa krakowskiego.

## Integralne części wsi
| SIMC    | Nazwa        | Rodzaj    |
| ------- | ------------ | --------- |
| 0315778 | Bagienna     | część wsi |
| 0315784 | Borowa Górka | część wsi |
| 0315790 | Dąbrowa      | część wsi |
| 0315809 | Piaski       | część wsi |
| 0315815 | Pod Górą     | część wsi |
| 0315838 | Podgórcze    | część wsi |
| 0315821 | Pod Ostrą    | część wsi |
| 0315844 | Przedewsie   | część wsi |
| 0315850 | Przy Ulicy   | część wsi |
| 0315867 | U Garów      | część wsi |
| 0315880 | Zagórcze     | część wsi |
| 0315873 | Za Kościołem | część wsi |

## Zabytki
Obiekt wpisany do rejestru zabytków nieruchomych województwa małopolskiego:
- Kościół parafialny pw. Opieki Matki Bożej – Współczesny kościół murowany, neogotycki, wybudowany w latach 1924–1928 w miejscu drewnianej kaplicy z XVIII wieku, w której cześć odbierał cudowny obraz Matki Bożej. Przy budowie kościoła wykorzystano zmodyfikowany projekt Zdzisława Mączeńskiego[8].

### Inne
- plebania murowana z początku XX wieku;
- obiekty gospodarcze z XVIII–XIX wieku;
- lamus murowany z XVII–XVIII wieku;
- studnia drewniana z przełomu XVIII–XIX wieku będąca okazałym dziełem techniki i ciesiołki;
- pozostałości założenia parkowego oraz ogrodu włoskiego, pięć lip i jeden kasztanowiec biały, będącymi pomnikami przyrody.

W czasie II wojny światowej wieś została omyłkowo zbombardowana przez aliantów, którzy pomylili kamieński kościół z kościołem w Tenczynku. Zginęło wówczas 8 osób.
W 2002 roku zostało założone Towarzystwo Przyjaciół Kamienia, które organizuje w rocznicę lokacji wsi (3 czerwca 1319 r.) wiele imprez kulturalnych i sportowych. W roku 2006 wydało publikacje Łaskami słynący obraz Matki Boskiej Opieki.
W 2013 r. szkoła podstawowa i gimnazjum w Kamieniu otrzymały imię ks. Stanisława Słotwińskiego (1828–1905), opata klasztoru kanoników laterańskich w Krakowie.
Na zbiorniku wodnym Łączany powstała w 2001 roku ścieżka ornitologiczna.
Głównym celem utworzenia ścieżki była ochrona niepowtarzalnego piękna Zbiornika Łączany. Spełnia ona również funkcję edukacji ekologicznej dzieci, młodzieży szkolnej, prezentując walory środowiska, bogactwo gatunków zwierząt charakterystycznych dla tego terenu zbiorowisk roślinnych .

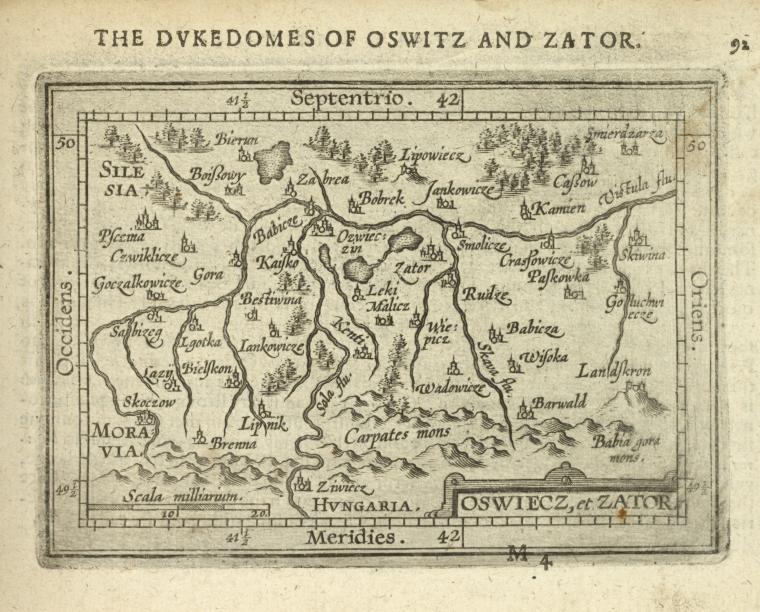
Kamień na mapie Księstwa Oświęcimskiego i Zatorskiego – mapa Abrahama Orteliusa z 1603 roku
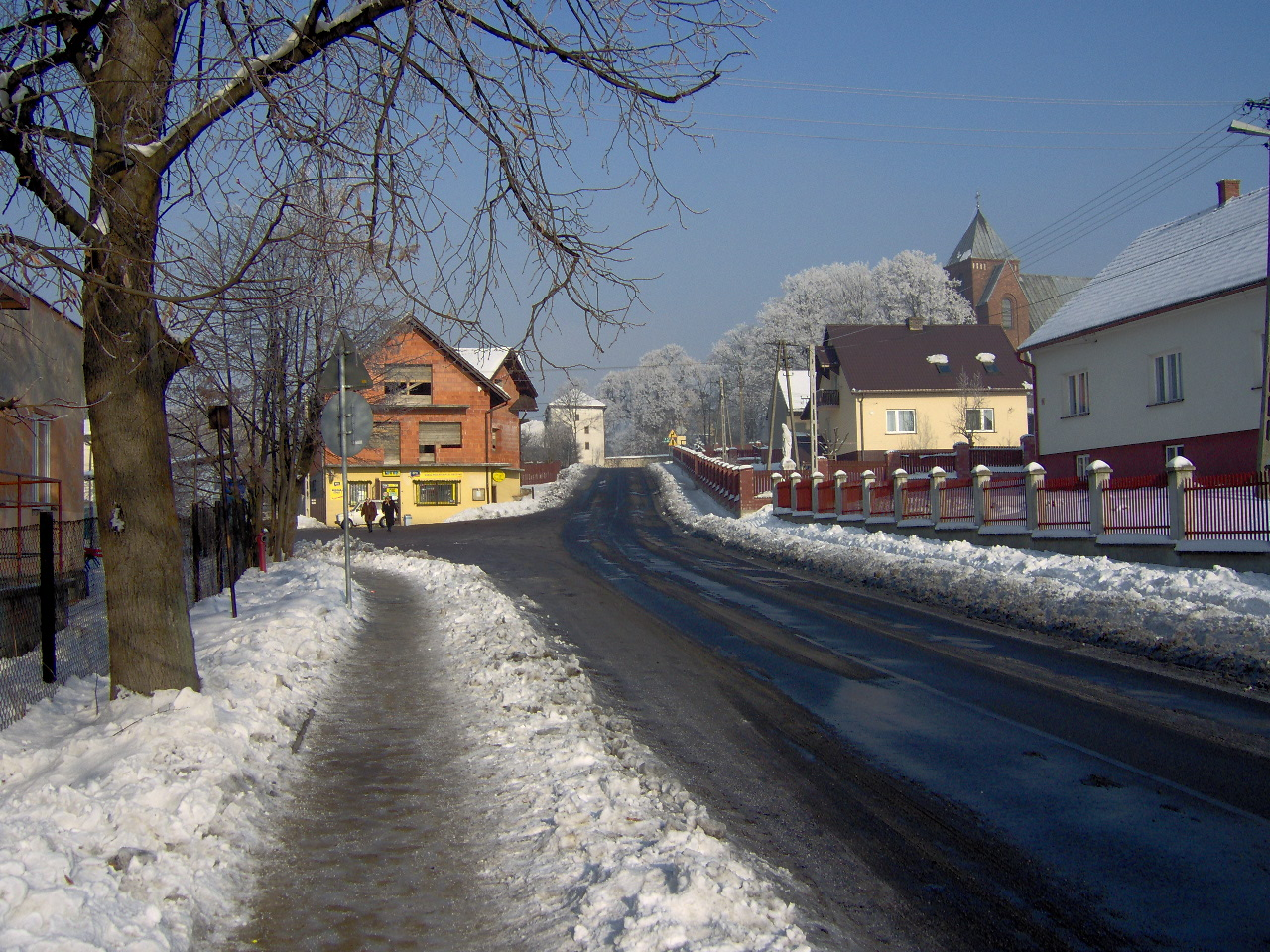
Fragment wsi
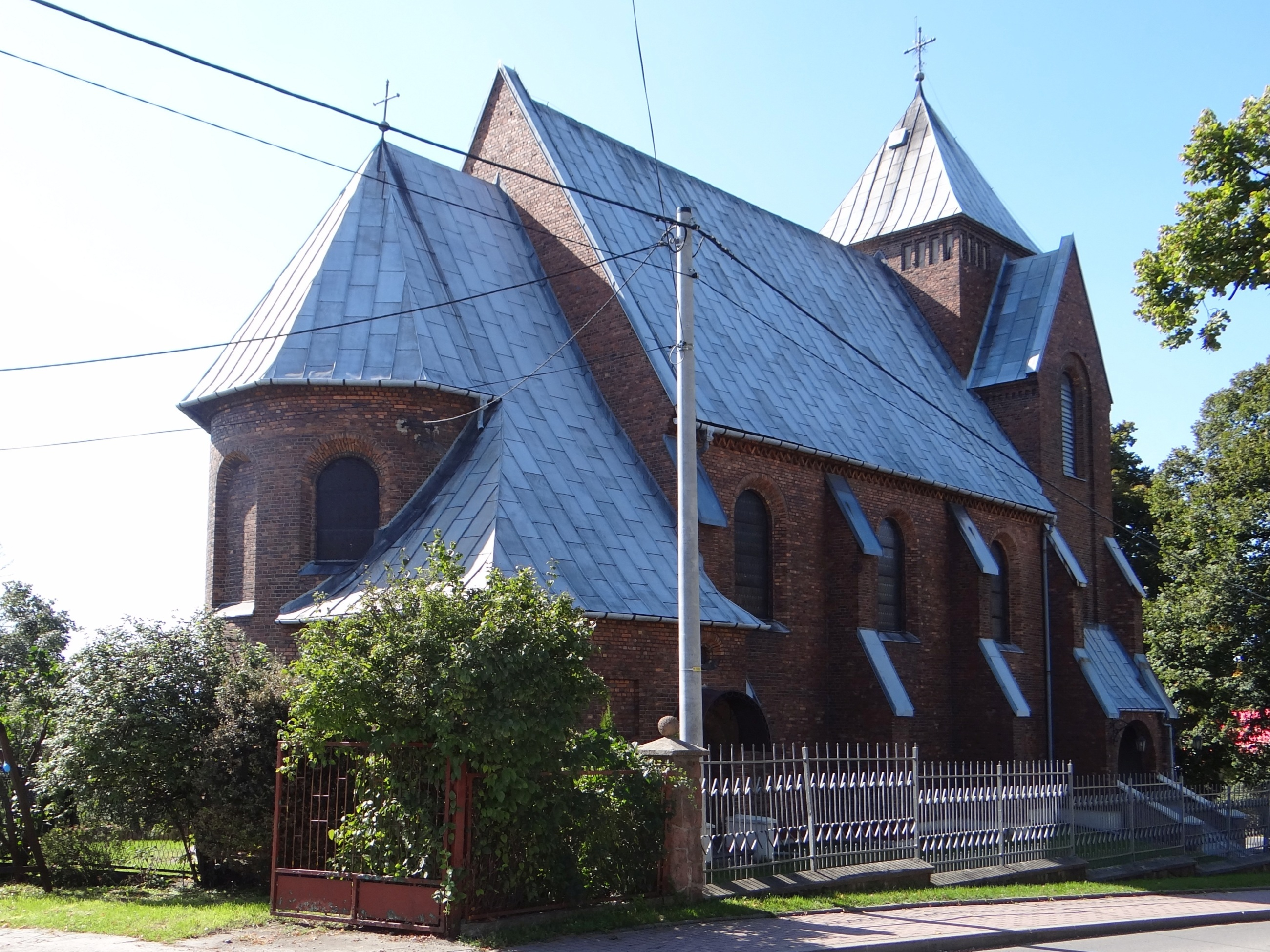
Kościół
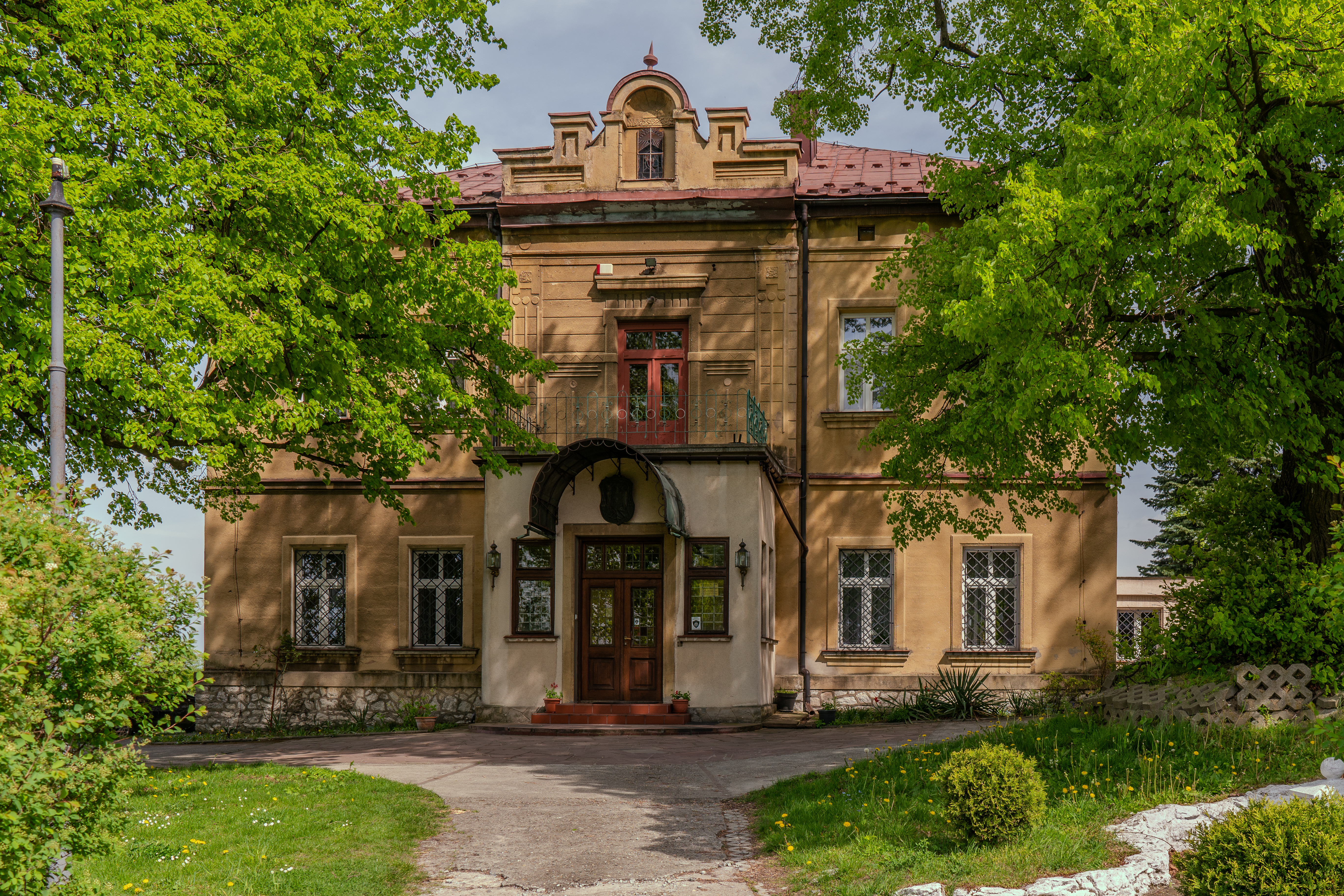
Zabytkowa plebania
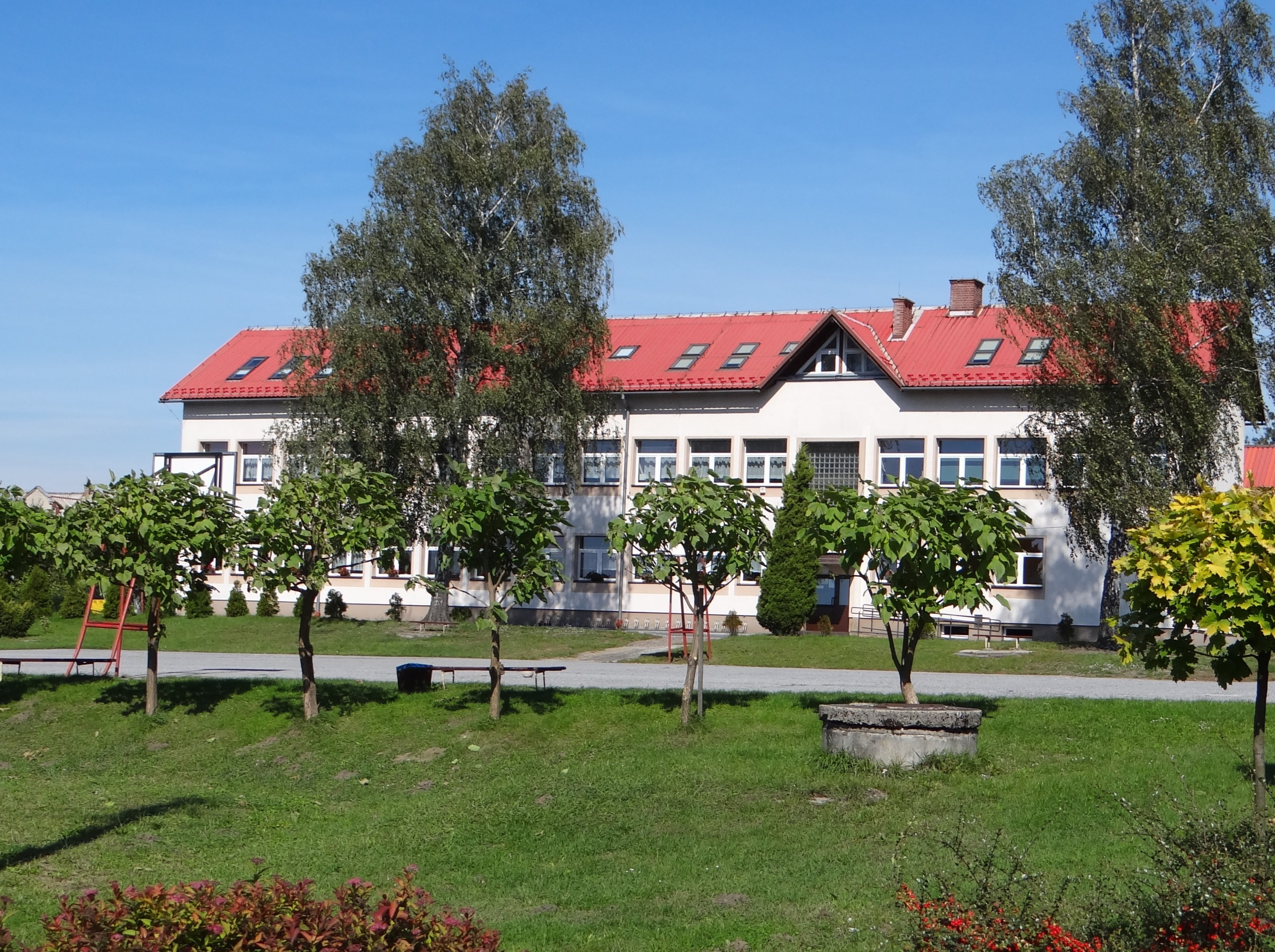
Szkoła
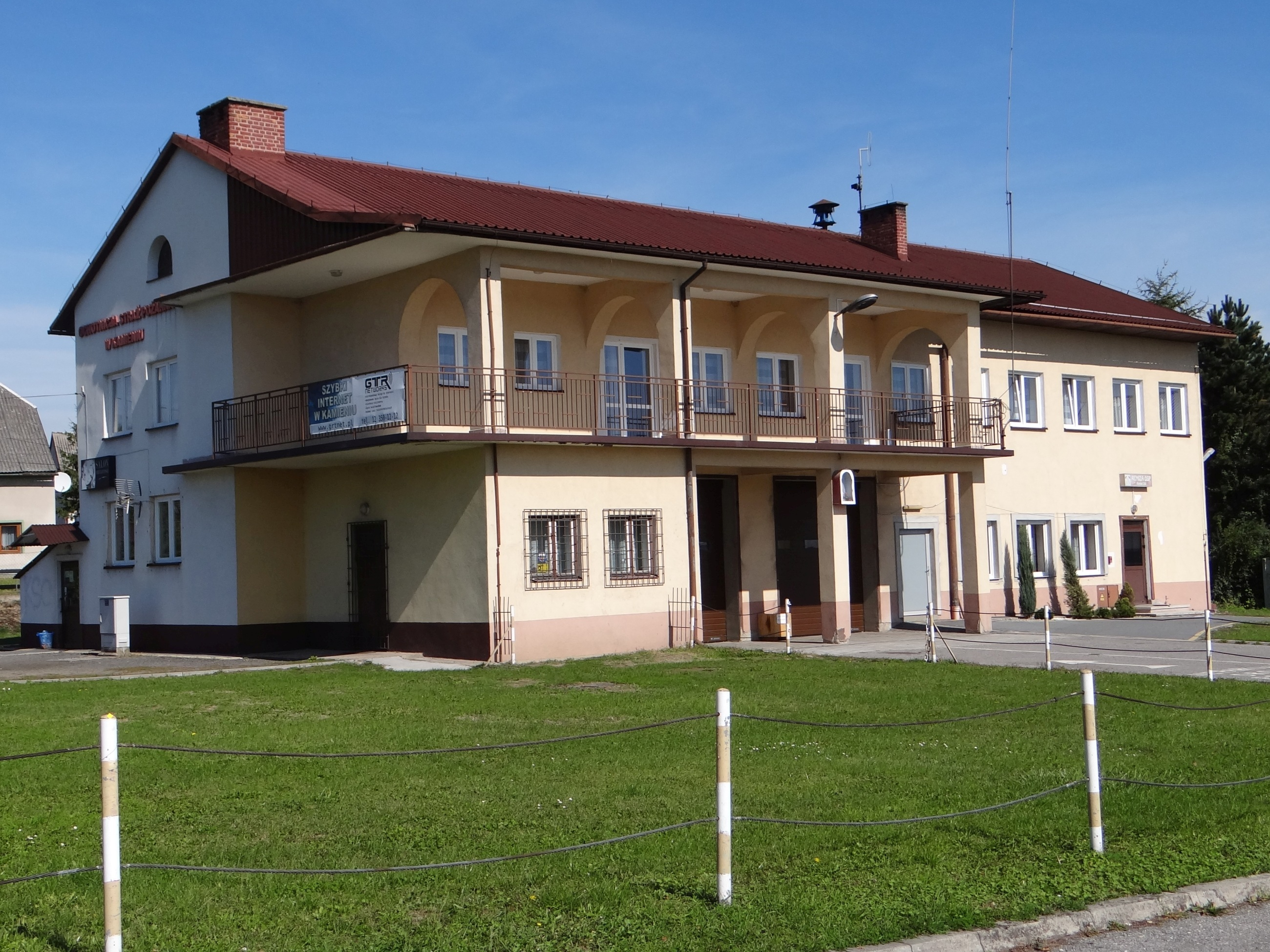
Remiza OSP
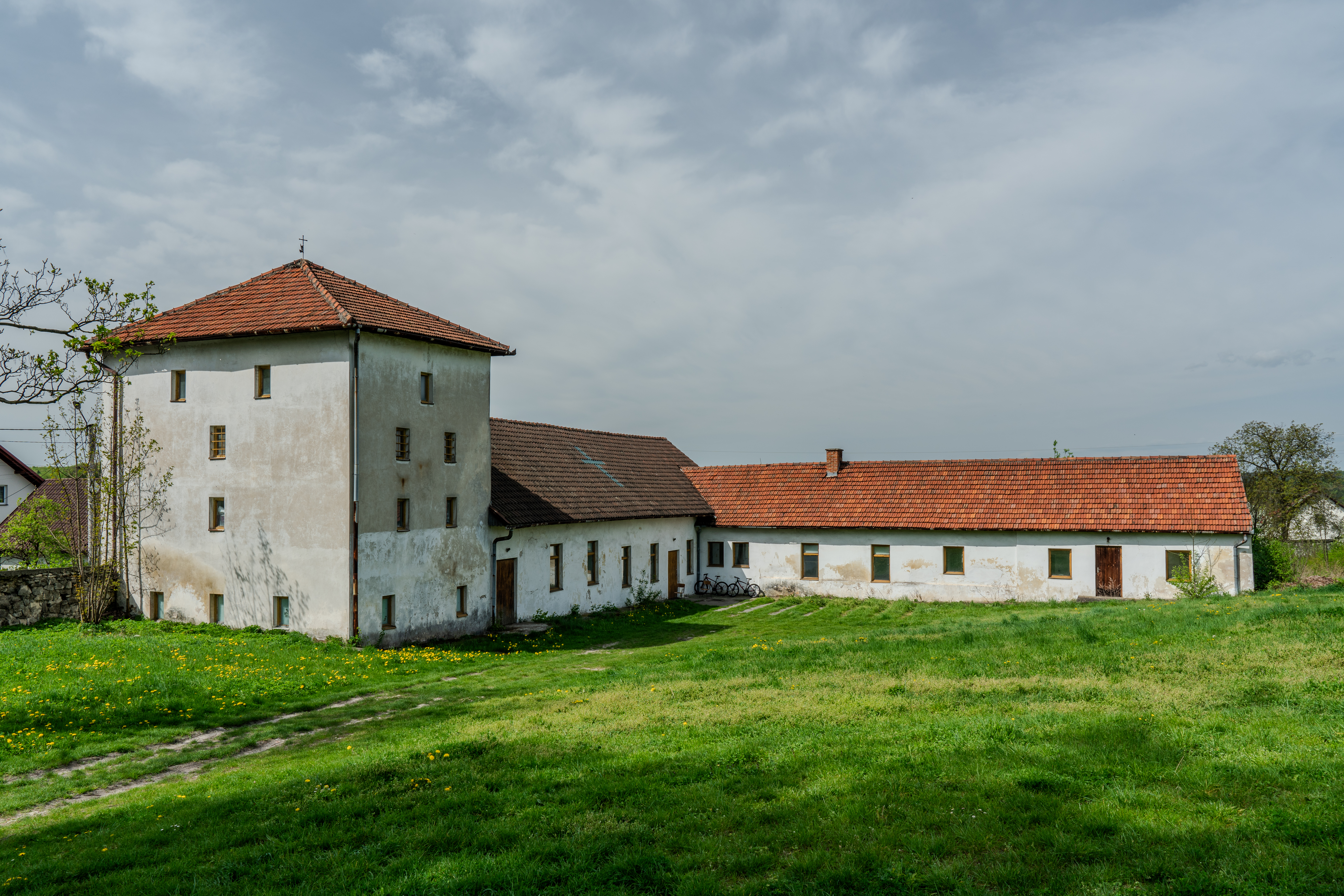
Budynki gospodarcze
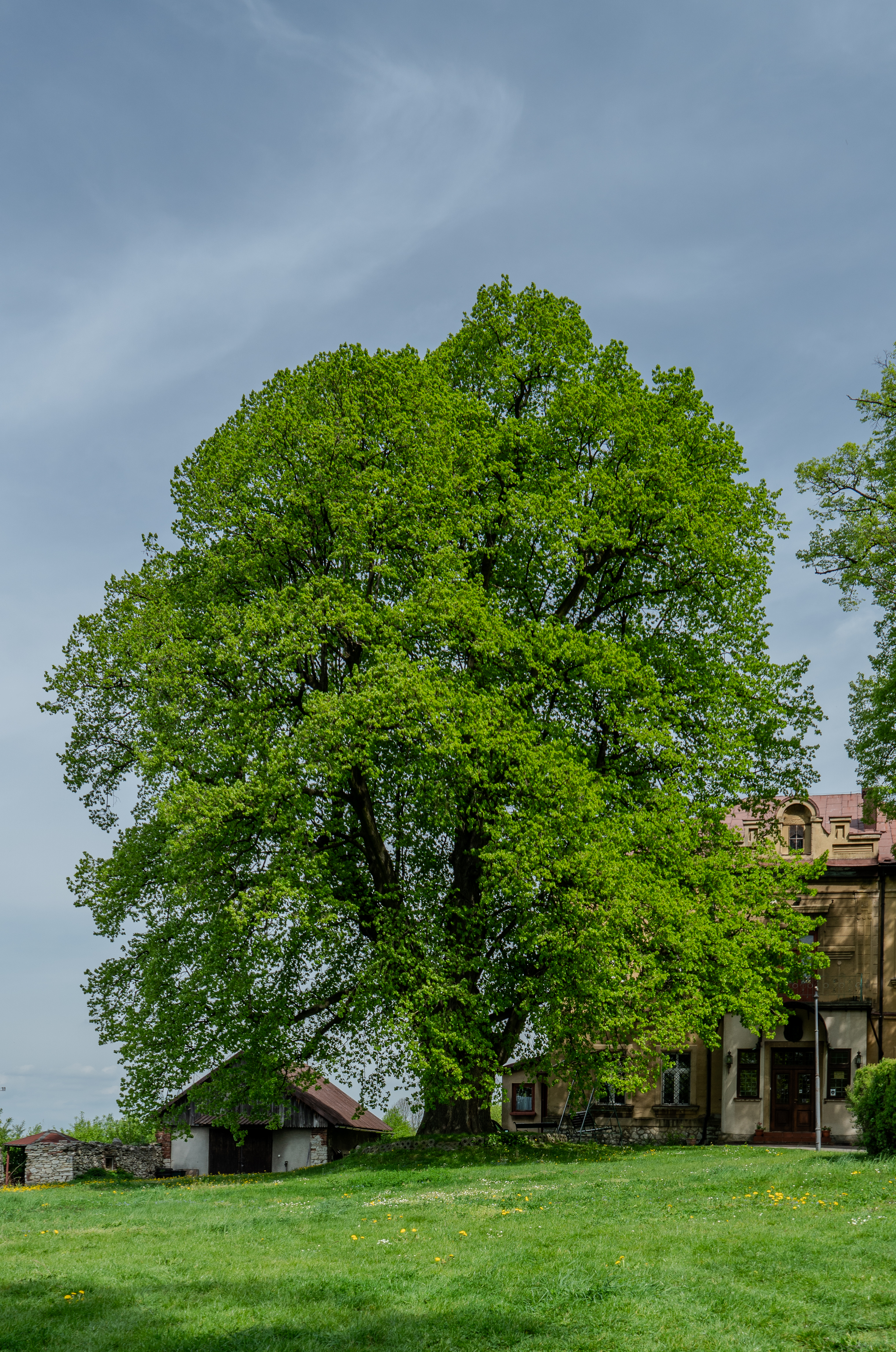
Pomnik przyrody. Lipa przy plebanii